# ليغاز

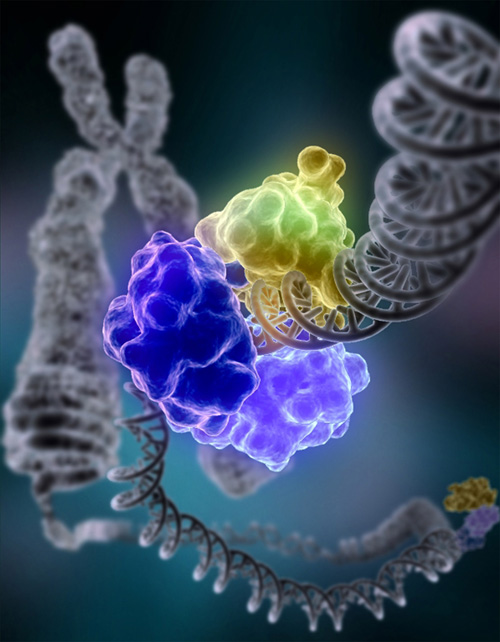
ليغاز الحمض النووي الريبوزي منقوص الأكسجين

في الكيمياء الحيوية، الليغاز (الاسم العلمي: ligase) أحد أنواع الإنزيمات التي تقوم بإنشاء رابطة كيميائية بين مركبين كيميائيين مشكلةً مركب كيميائي واحد.
عادةً ما يحصل أثناء التفاعل حلمهة لأحد المركبين بفصل مجموعة وظيفية عنه.
الصيغة العامة لإنزيمات الليغاز:
Ab + C → A–C + b
أو أحياناً
Ab + cD → A–D + b + c
الأحرف الصغيرة هي المجموعات التي حصل لها حلمهة.

## الليغاز في الدنا
يلعب انزيم الليغاز دوراً مهما في إصلاح الكسور في سلسلة دنا (DNA)، فإذا ما وجد كسراً فإنه يرتبط مع جزيء أدينين أحادي الفوسفات (AMP)، الذي يقوم الإنزيم بنقله إلى مكان الكسر لترتبط مجموعة الفوسفات من جزيء أدينين أحادي الفوسفات مع مجموعة الفوسفات الموجودة على الطرف ’5 من الكسر، وهذا يحفز مجموعة الهيدروكسل الموجودة على الطرف ’3 للارتباط مع مجموعة الفوسفات الموجودة على الكسر، وبهذا يتم إصلاح الكسر باستخدام إنزيم الليغاز.
يعمل الانزيم بهذه العملية على تصليح الدنا (DNA) بعد عمليات حيوية مثل: مضاعفة دنا (DNA) الذي يحدث فيه إزالة بادئات رنا (primers) التي تم استخدامها سابقا كحجر أساس لاستكمال عملية بناء رنا (RNA)، وما أن تتم عملية مضاعفة دنا (DNA)، حتى يتم إزالة هذا البادئات، وينتج مكانها كسراً يعمل انزيم الليغاز على إصلاحه.